# Floriana, Malta
Floriana (maltesiska:Il-Furjana) är en stad och kommun på ön Malta som ligger precis utanför huvudstaden Valletta. I staden finns drygt 2 000 invånare. Sångaren och idolvinnaren Kevin Borg föddes i staden, men flyttade december 2007 till Arvidsjaur i Sverige.

## Sport
- Floriana FC – fotbollsklubb.[2][3][4]